# Línea 8 (Tranvía de Amberes)
La línea 8 del Tranvía de Amberes es una línea que une Astrid con Wommelgem, ambos en la provincia de Amberes, Bélgica.
Toma la sección del premetro entre Astrid y Zegel.

## Historia
Inicialmente, la línea iba de Groenplaats a Eksterlaar. El 31 de diciembre de 1978, sustituyó a la antigua línea 3.
El 3 de mayo de 2007, se extendió hasta Bolivarplaats. Fue suprimida el 30 de marzo de 2013.
El 18 de abril de 2015, la línea reabrió como un servicio exprés entre el centro de la ciudad y el P+R de Wommelgem. La idea era que el tranvía 24 tomase este número (2x4=8). Finalmente, el 8 de diciembre de 2019, se acortó la línea hasta su trazado original.

## Estaciones
|  |   |  | Estación             | Municipio | Correspondencia |  |
|  | - |  | -------------------- | --------- | --------------- |  |
|  | ■ |  | Astrid               | Amberes   |                 |  |
|  | ■ |  | Zegel                | Amberes   |                 |  |
|  | • |  | Muggenberg           | Amberes   |                 |  |
|  | • |  | Mestputteke          | Amberes   |                 |  |
|  | • |  | Waterbaan            | Amberes   |                 |  |
|  | • |  | Stevenslei           | Amberes   |                 |  |
|  | • |  | Florent Pauwels      | Amberes   |                 |  |
|  | • |  | Burgemeester De Boey | Amberes   |                 |  |
|  | • |  | P+R Wommelgem        | Wommelgem |                 |  |

## Futuro
No hay ampliaciones previstas.